# 3352 McAuliffe
3352 McAuliffe este un asteroid din grupul Amor, descoperit pe 6 februarie 1981 de Norman Thomas.